# Bataille de Nézib
Deuxième guerre égypto-ottomane
La bataille de Nézib s'est déroulée le 24 juin 1839 entre l'Égypte et l'Empire ottoman à proximité de Nizip (Nezib, Nisib ou Nizib), dans le sud de l'Anatolie.
Elle oppose les forces de l'empire ottoman du sultan Mahmoud II, commandées par Hafiz Pasha, à l'Égypte de Méhémet Ali, vice-roi d'Égypte et jusqu'alors vassal officiel de l'Empire. Le futur général prussien von Moltke joua un rôle consultatif dans le commandement de l'artillerie ottomane.

## Histoire
Plusieurs heures avant que le combat ne s'engage vraiment, von Moltke plaide auprès de Hafiz Pasha un retrait vers une position fortifiée plus sûre, près de Birecik, et l'attente des renforts. Les forces du pacha sont en effet surpassées de loin en qualité par les Égyptiens. Hafiz acquiesce mais se range finalement à l'avis de ses mollahs et maintient la position de son armée. Ibrahim Pacha – fils adoptif de Méhémet Ali – prend l'initiative d'attaquer les troupes ottomanes. Celles-ci sont positionnées à Mezar, au sud-ouest de Nezib, avec la rivière Nezib sur leur gauche.
Ibrahim Pacha avance ses forces sous les tirs de l'artillerie ottomane. L'armée ottomane est dans le même temps sous le feu de l'artillerie égyptienne et subit des pertes. Au moment où l'infanterie égyptienne rencontre les lignes ottomanes, celles-ci sont en déroute complète, l'artillerie ennemie ayant sapé leur moral. La défaite ottomane est sévère. Le résultat en est le Traité de Londres de 1840.